# Jon Theodore
Jon Philip Theodore född 1 december 1973 i USA, är en amerikansk trummis och medlem i bandet Queens of the Stone Age och One Day as a Lion. 
Theodore har tidigare spelat med flera andra band runt El Paso, däribland Mars Volta, Golden och HiM. Han har också spelat tillsammans med Omar Rodriguez-Lopez på hans soloskivor.